# Cizeta
Cizeta Automobili era una casa automobilistica italiana fondata nel 1985 per volere dell'ingegnere modenese Claudio Zampolli, che, prima di questa esperienza, aveva lavorato in Lamborghini, ricoprendovi vari ruoli, tra cui anche quello di organizzatore dei concessionari in USA e di  importatore.

## Storia
Inizialmente, il nome aziendale era Cizeta-Moroder, poiché l'azienda era finanziata da Zampolli in comune col musicista Giorgio Moroder. Questo costruttore operava per realizzare progettazione e costruzione di un motore e una vettura sportiva, finalizzata nella presentazione della Cizeta-Moroder V16T.
La vettura aveva prestazioni notevoli grazie soprattutto al suo propulsore, che disponeva di 16 cilindri a V e garantiva elevate potenze. Tuttavia, nel 1990 Moroder abbandonò il progetto e, per questo motivo, l'azienda cambiò denominazione in Cizeta Automobili Srl, la cui sede era a Modena.
Nel 1994, la società fu costretta a chiudere per bancarotta e il fondatore Zampolli, trasferitosi negli Stati Uniti d'America, pur avendo fondato una nuova società con lo stesso nome, riuscì a riprendere la produzione di solo due autovetture, l'ultima delle quali fu la Cizeta Fenice TTJ Spider nel 2003. Zampolli è poi morto nel 2021.

## Produzione
Due furono i principali modelli prodotti, Cizeta Moroder V16T e Cizeta Fenice TTJ Spider, per un totale di forse sedici automobili prodotte tra Italia e U.S.A. fino al 2003. Nel periodo 1988-1995, in Italia, furono prodotti dodici esemplari (compresi i prototipi)  ai quali sono da aggiungere al massimo altri due negli anni successivi, mentre, negli Stati Uniti d'America, furono prodotti gli ultimi due, ma non esistono dati precisi. Tra gli acquirenti di Cizeta vi fu pure il sultano del Brunei, che comprò due autovetture, una della quale fu messa in vendita all'asta nel 2020.